# Monique Ferreira
Monique Andrade Ferreira (Rio de Janeiro, 29 de junho de 1980) é uma nadadora brasileira. 

## Trajetória esportiva
Teve participação em duas Olimpíadas (Atenas 2004 e Pequim 2008), com uma final olímpica em Atenas no revezamento 4x200 metros nado livre, terminando em sétimo lugar. Nesta final, bateu o recorde sul-americano com a marca de 8m05s29, junto de Joanna Maranhão, Mariana Brochado e Paula Baracho. Também ficou em 19º lugar nos 400 metros livres em Atenas 2004. Já em Pequim 2008, ficou em 13º lugar nos 4x100 metros nado livre, 21º lugar nos 400 metros livre, e 28º lugar nos 200 metros livre.
Nos Jogos Pan-americanos de 1999, realizados em Winnipeg, ganhou a medalha de bronze na prova dos 4x200 metros livre.
Monique esteve no Campeonato Mundial de Natação em Piscina Curta de 2000, onde ficou em 25º lugar nos 200 metros livre e em nono lugar nos 4x200 metros livre.
No Campeonato Mundial de Natação em Piscina Curta de 2002 ficou em 21º lugar nos 200 metros livre, em décimo lugar nos 400 metros livree em nono lugar nos 4x200 metros livre.
Participou do Campeonato Mundial de Esportes Aquáticos de 2003, e obteve o 21º lugar nos 200 metros livre, 27º nos 400 metros livre e 12º lugar nos 4x200 metros livre.
Nos Jogos Pan-americanos de 2003 realizados em Santo Domingo, ganhou a medalha de prata nos 4x200 metros livre, e a medalha de bronze nos 400 metros livre e nos 4x100 metros livre.
No Campeonato Mundial de Esportes Aquáticos de 2005 ficou em 26º lugar nos 200 metros livre, 25º nos 400 metros livre e 13º lugar nos 4x200 metros livre.
Esteve no Campeonato Mundial de Natação em Piscina Curta de 2006, onde ficou em 31º lugar nos 200 metros livre, foi desclassificada nos 400 metros livre e ficou em nono lugar nos 4x200 metros livre.
Nos Jogos Pan-americanos de 2007 no Rio de Janeiro, ganhou a medalha de bronze nos 200 metros livre e nos 4x200 metros livre. Monique também ganhou a medalha de prata nos 4x100 metros livres, porém esta medalha foi cassada pelo doping de Rebeca Gusmão.
Foi recordista sul-americana do revezamento 4x100 metros livre, com a marca de 3m42s85, em 9 de agosto de 2008, junto com Tatiana Lemos, Flávia Delaroli e Michelle Lenhardt.
Encerrou a carreira em dezembro de 2011 e, posteriormente, foi trabalhar no Comitê Olímpico Brasileiro (COB).

### Marcas importantes
Monique é a atual detentora, ou ex-detentora, dos seguintes recordes:
Piscina olímpica (50 metros)
- Ex-recordista sul-americana dos 200 metros livre: 1m59s78, tempo obtido em 6 de maio de 2009.[27][26]
- Ex-recordista sul-americana dos 400 metros livre: 4m12s21, tempo obtido em 1 de agosto de 2008.[28][26]
- Ex-recordista sul-americana do revezamento 4x100 metros livre: 3m41s49, obtidos em 6 de setembro de 2009, com Tatiana Lemos, Michelle Lenhardt e Julyana Kury.[29][26]
- Ex-recordista sul-americana do revezamento 4x200 metros livre: 8m05s29, obtidos em 18 de agosto de 2004, com Joanna Maranhão, Mariana Brochado e Paula Baracho.[3][26]